# Apistogramma acrensis
Apistogramma acrensis ist eine Fischart der Gattung Apistogramma aus der Familie der Buntbarsche, die im Amazonasbecken verbreitet ist. Die Art wird als Zierfisch in der Aquaristik verwendet.

## Merkmale
Apistogramma acrensis (Weibchen)

Link zum Bild

Apistogramma acrensis (Männchen)

Link zum Bild

Ausgewachsene Männchen der Art haben eine Größe von etwa 6,5 cm, während die Weibchen 5 cm groß werden. Die Männchen weisen mitunter eine leuchtend gelbe Bauchregion auf.
A. acrensis weist zudem ein dunkles Längsband und vier Infraorbitalporen und fünf Dentalporen auf.
Eine ähnliche aussehende Art ist Apistogramma urteagai. Das dunkle Längsband ist jedoch bei A. acrensis im hinteren Bereich vor allem bei den Weibchen breiter.

## Verbreitungsgebiet und Lebensweise

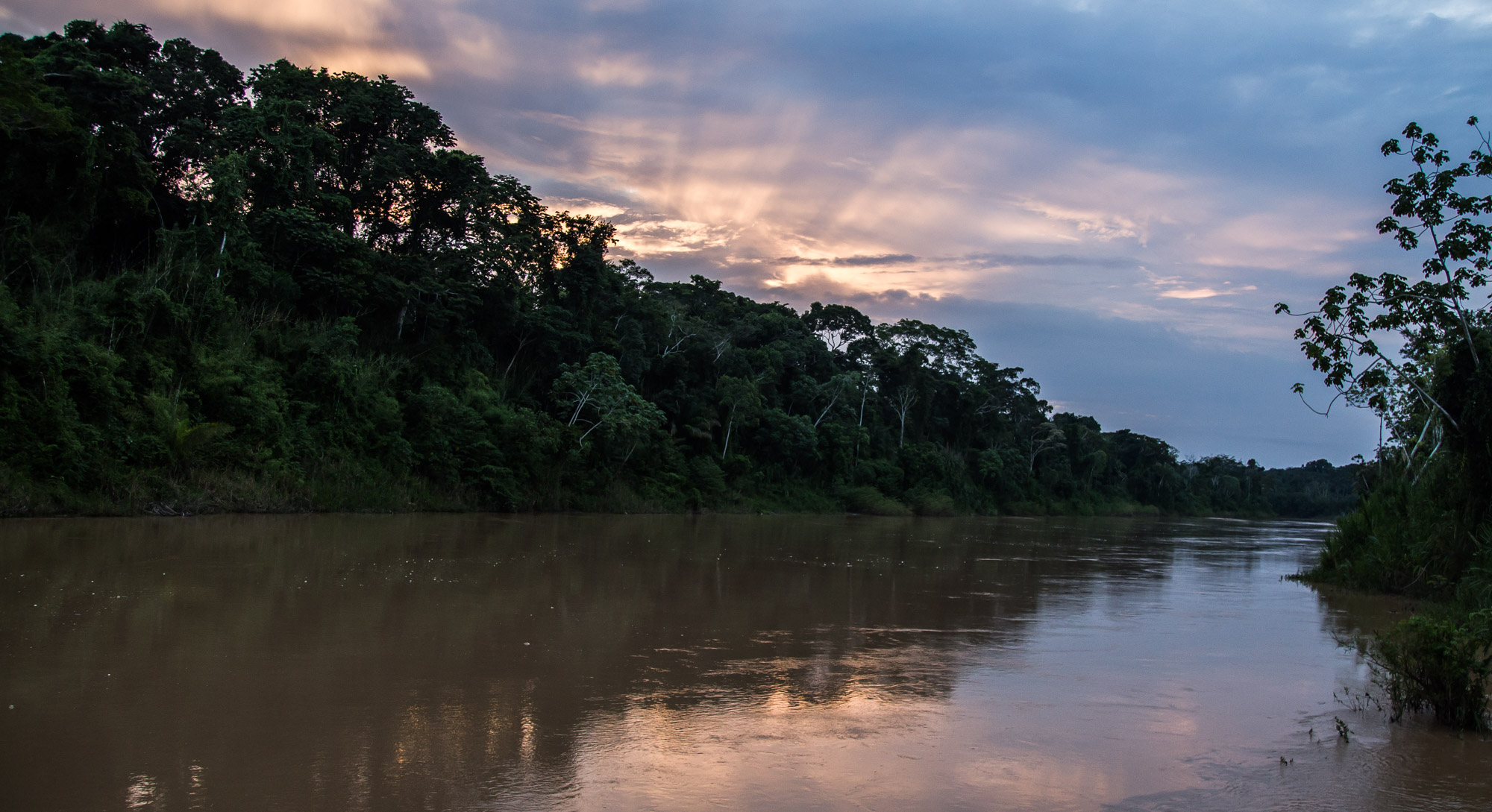
Der namensgebende Rio Acre

Apistogramma acrensis ist in Südamerika am Rio Purus, einem rechten Nebenfluss des Amazonas, und seinem rechten Nebenfluss Rio Acre verbreitet, sowie am mittleren und unteren Rio Madeira, einem weiteren Nebenfluss des Amazonas.
Die Art lebt in Weißwasser mit Temperaturen von etwa 29 °C, einem Leitwert von 80 µS/cm und einem recht neutralen pH-Wert von 7,6. Dort ist sie in den Randbereichen mit Falllaubschichten zu finden, die nur eine geringe Sichtweite von bis etwa 40 cm aufweisen. Apistogramma acrensis ist ein Versteckbrüter. Die Jungtiere werden über mehrere Wochen bis zur Selbständigkeit betreut.

## Systematik
Die Art wurde 2003 von Wolfgang Staeck erstbeschrieben. Sie wird innerhalb der Gattung der A. regani-Gruppe und dem A. urteagai-Komplex zugeordnet. Das Artepitheton acrensis leitet sich vom Rio Acre ab. Die Typuslokalität der Art ist ein See im Einzugsgebiet des Flusses, der etwa 25 km von der brasilianischen Stadt Rio Branco entfernt liegt.

## Aquaristik
| Eigenschaft | Wert        |
| ----------- | ----------- |
| Temperatur  | 24 – 29 °C  |
| pH-Wert     | 6,0 – 8,0   |
| Leitwert    | < 800 µS/cm |

Apistogramma-Arten werden häufig als Zierfische gehalten. Apistogramma acrensis hat keine besonderen Ansprüche für die Aquarienhaltung und gilt als robust und anpassungsfähig. Die Art zeigt kaum innerartliche Aggression.